# Lijst van burgemeesters van Amersfoort
Dit is een lijst van burgemeesters van de Nederlandse gemeente Amersfoort in de provincie Utrecht.

## 15e - 17e eeuw
| Ambtsperiode | Naam burgemeester                            | Partij of stroming | Bijzonderheden                                |
| ------------ | -------------------------------------------- | ------------------ | --------------------------------------------- |
| 1434         | Jacob van Hees en Gherit Gheritsen           |                    |                                               |
| 1435         | Jacob Gheryts Soen en Gerrit Jansen          |                    |                                               |
| 1438         | Dirk Poyt Euertsz. en Willam henriksz.       |                    |                                               |
| 1567         | Pieter Hoefkens en Henrik van Eck            |                    |                                               |
| 1632-1634    | Johan van Wijnbergen                         |                    | eigenaar buitenplaats Wijnbergen, Leusden     |
| 1649         | Burgemeester Wijnbergen                      |                    |                                               |
| 1668         | Johan van Bilderbeek en Willem van Dam       |                    | Johan van Bilderbeek †                        |
| 1669         | Willem van Dam en Thomas Cletcher            |                    | Thomas Cletcher, zoon van Thomas Cletcher jr. |
| 1669         | Thomas Cletcher en dr. Henrik van Schaak     |                    |                                               |
| –            |                                              |                    |                                               |
| 1678         | Gysbertus Harderwyk en dr. Henrik van Schaak |                    |                                               |
| –            |                                              |                    |                                               |

## 18e eeuw
| Ambtsperiode | Naam burgemeester                                                 | Partij of stroming | Bijzonderheden |
| ------------ | ----------------------------------------------------------------- | ------------------ | -------------- |
| 1760         | Dirk Loogen en Erasmus van Goudoever                              |                    |                |
| -            |                                                                   |                    |                |
| 1768         | Carel van Coeverden en Willem Methorst                            |                    | [ 1 ]          |
| 1773         | Willem Methorst en Herman Kluppel                                 |                    |                |
| 1774         | Herman Kluppel en Gysbertus Harderwyk                             |                    |                |
| 1775         | Gysbertus Harderwyk en Willem Methorst                            |                    |                |
| –            |                                                                   |                    |                |
| 1778         | Gysbertus Harderwyk en Willem Methorst                            |                    |                |
| –            |                                                                   |                    |                |
| 1780         | Anthony Methorst en Gysbertus Harderwyk                           |                    |                |
| 1781         | Gysbertus Harderwyk en Willem Methorst                            |                    |                |
| 1782         | Willem en Anthony Methorst                                        |                    |                |
| 1783         | Anthony Methorst en Gysbertus Harderwyk                           |                    |                |
| 1784         | Gysbertus Harderwyk en Willem Methorst                            |                    |                |
| 1785         | Willem Methorst en Nicolaas Christiaan Kolff                      |                    |                |
| 1786         | Nicolaas Christiaan Kolff en Gysbertus Harderwyk                  |                    |                |
| 1787         | Gysbertus Harderwyk en Willem Methorst                            |                    |                |
| 1788         | Willem Methorst en Nicolaas Christiaan Kolff                      |                    |                |
| 1789         | Nicolaas Christiaan Kolff en Gysbertus Harderwyk                  |                    |                |
| 1790         | Gysbertus Harderwyk en Willem Methorst                            |                    |                |
| 1791         | Willem Methorst en Isaac Scheltus Ottozoon, heer van Leusden      |                    |                |
| 1792         | Isaac Scheltus Ottozoon, heer van Leusden, en Gysbertus Harderwyk |                    |                |
| –            |                                                                   |                    |                |
| 1794         | Gysbert Jan Methorst en Isaac Scheltus Ottozoon, heer van Leusden |                    |                |
| –            |                                                                   |                    |                |

## 19e eeuw
| Ambtsperiode                 | Naam burgemeester                                                                             | Partij of stroming | Bijzonderheden                                        |
| ---------------------------- | --------------------------------------------------------------------------------------------- | ------------------ | ----------------------------------------------------- |
| 1808                         | Franciscus Josephus van Lilaer                                                                |                    |                                                       |
| 1809                         |                                                                                               |                    |                                                       |
| 1810                         | Franciscus Josephus van Lilaer                                                                |                    |                                                       |
| 1811                         | Maximilien van Utenhoven van Bettestyn                                                        |                    | maire d’Amersfoort                                    |
| –                            |                                                                                               |                    |                                                       |
| 1812                         | O. Scheltus van Leusden                                                                       | protestants        |                                                       |
| –                            |                                                                                               |                    |                                                       |
| 1816                         | Otto Scheltus van Leusden, Franciscus Carolus Christiaan Oettinger en Wouterus Cornelisz Pull |                    | Scheltus van Leusden misschien onafgebroken 1816–1837 |
| 1817                         | Otto Scheltus van Leusden                                                                     |                    |                                                       |
| 1818                         | Franciscus Carolus Christiaan Oettinger                                                       |                    |                                                       |
| 1819                         | Wouterus Cornelisz Pull                                                                       |                    |                                                       |
| 1820                         | Otto Scheltus van Leusden en Wouterus Cornelisz Pull                                          |                    |                                                       |
| 1821                         | Franciscus Carolus Christiaan Oettinger en Wouterus Cornelisz Pull                            |                    |                                                       |
| 1822                         | Franciscus Carolus Christiaan Oettinger en Wouterus Cornelisz Pull                            |                    | Oettinger † 27 oktober                                |
| 1823                         | Wouterus Cornelisz Pull en Gerrit Hondius                                                     |                    |                                                       |
| 1824 – 15 april 1837         | Otto Scheltus van Leusden                                                                     | protestants        |                                                       |
| 1 juni 1837 – 2 jan. 1849    | W. van Assenraad                                                                              | protestants        |                                                       |
| 2 jan. 1849 – 23 feb. 1852   | A.D. Methorst                                                                                 | protestants        |                                                       |
| 25 maart 1852 – 15 okt. 1877 | Mr. A.G. Wijers                                                                               | protestants        |                                                       |
| 4 dec. 1877 – 1 mei 1883     | Mr. F.H. van Persijn                                                                          |                    |                                                       |
| 26 juli 1883 – 1 juni 1891   | Jhr. mr. T.A.J. van Asch van Wijck                                                            | ARP                |                                                       |
| 9 juli 1891 – 25 nov. 1899   | Mr. F.D. graaf Schimmelpenninck                                                               | Vrije ARP          |                                                       |
| 3 jan. 1900 – 1 aug. 1901    | Jhr. mr. T.A.J. van Asch van Wijck                                                            | ARP                |                                                       |

## 20e en 21e eeuw
| Ambtsperiode                | Naam burgemeester             | Partij of stroming | Bijzonderheden |
| --------------------------- | ----------------------------- | ------------------ | -------------- |
| 26 sep. 1901 – 1 aug. 1912  | Jhr. J.W.A. Barchman Wuytiers |                    |                |
| 29 aug. 1912 – 31 dec. 1940 | Mr. J.C. graaf van Randwijck  | partijloos         |                |
| 1941 – 1942                 | B. Noordewier                 | SDAP               |                |
| 28 feb. 1942 – 5 sep. 1944  | Mr. J.G.L. Harloff            | NSB                | gevlucht       |
| 5 sep. 1944 – 23 jan. 1945  | J. Wendling                   | NSB                | waarnemend     |
| 24 jan. 1945 – 7 mei 1945   | J. Wendling                   | NSB                | geschorst      |
| 7 mei 1945 – 16 nov. 1945   | Mr. J.C. graaf van Randwijck  | partijloos         |                |
| 5 nov. 1946 – 1 feb. 1961   | H. Molendijk                  | PvdA               |                |
| 6 april 1961 – 14 feb. 1971 | Mr. J. de Widt                | partijloos         |                |
| 19 juli 1971 – 1 sep. 1975  | Dr. M. Troostwijk             | PvdA               |                |
| 2 jan. 1976 – 1 jan. 1982   | Drs. A.R. Vermeer             | PvdA               |                |
| 19 jan. 1982 – 31 mei 1994  | A. Schreuder                  | PvdA               |                |
| 16 juni 1994 – 1 juli 1999  | Mr. A.H. Brouwer-Korf         | PvdA               |                |
| 3 jan. 2000 – 25 juni 2010  | Drs. A. van Vliet-Kuiper      | D66                |                |
| 31 augustus 2010 –          | Drs. L.M.M. Bolsius           | CDA                |                |